# Peristoom
Een peristoom, mondrand of mondbeslag is de rand van een bekervormige structuur, zoals van een sporenkapsel van een mos, een rand van een mondopening bij een slakkenhuis of de rand van de beker van bekerplanten zoals Nepenthes spp..

## Mossen
Een peristoom of mondbeslag is een onderdeel van een sporenkapsel (sporangium) van de mossen (Bryophyta), met name bij de bladmossen (Bryopsida). In een jong stadium van het kapsel wordt het peristoom bedekt door een operculum (dekseltje). Het peristoom dient voor het uitstrooien van de sporen. Een peristoom kan bestaan uit verschillende onderdelen, waarvan de kenmerken van groot belang zijn voor de systematiek van de mossen.
Een peristoom komt niet voor bij levermossen en hauwmossen. Enkele groepen mossen hebben geen peristoom, maar de kapsels openen dan op andere wijze, bijvoorbeeld door een lange spleet (bij Takakia en Andreaea), door openscheuren of door het vergaan van het kapsel. Op deze manier komen de sporen vrij.

## Malacologie
Bij slakken (Gastropoda) is het peristoom of mondrand de rand van de mondopening van het slakkenhuisje. Het peristoom kan continu zijn, dat wil zeggen is zonder onderbreking te vervolgen, of discontinu. Een discontinu peristoom is meestal onderbroken aan de pariëtale zijde van de mondopening. In dat geval is de aanhechting aan de voorlaatste winding zodanig dat geen rand meer te onderscheiden is. Zie ook: apertura (mollusken).

## Bekerplanten
Twee bekende geslachten van bekerplanten zijn Nepenthes en Sarracenia.
De meeste soorten van het geslacht Nepenthes lokken insecten met nectar die aan de onderzijde van het operculum (deksel) en aan de binnenzijde van de beker wordt uitgescheiden. Insecten die op het peristoom (bekerrand) landen, glijden uit over de wasachtige filmlaag en belanden in de beker.
Sarracenia is een geslacht van bekerplanten, waarvan de vangbladeren een mondrand of operculum hebben. Boven deze bekeropening van de bekers groeit een deksel- of lipvormig operculum.